# Беспорядки в Балтиморе (1835)
Беспорядки в Балтиморе 1835 года, также известные как Балтиморский банковский бунт (англ. Baltimore bank riot), произошли в Балтиморе, штат Мэриленд, с 6 по 9 августа 1835 года и считались наиболее крупными и разрушительными беспорядками в каком-либо городе США до Гражданской войны.

## История

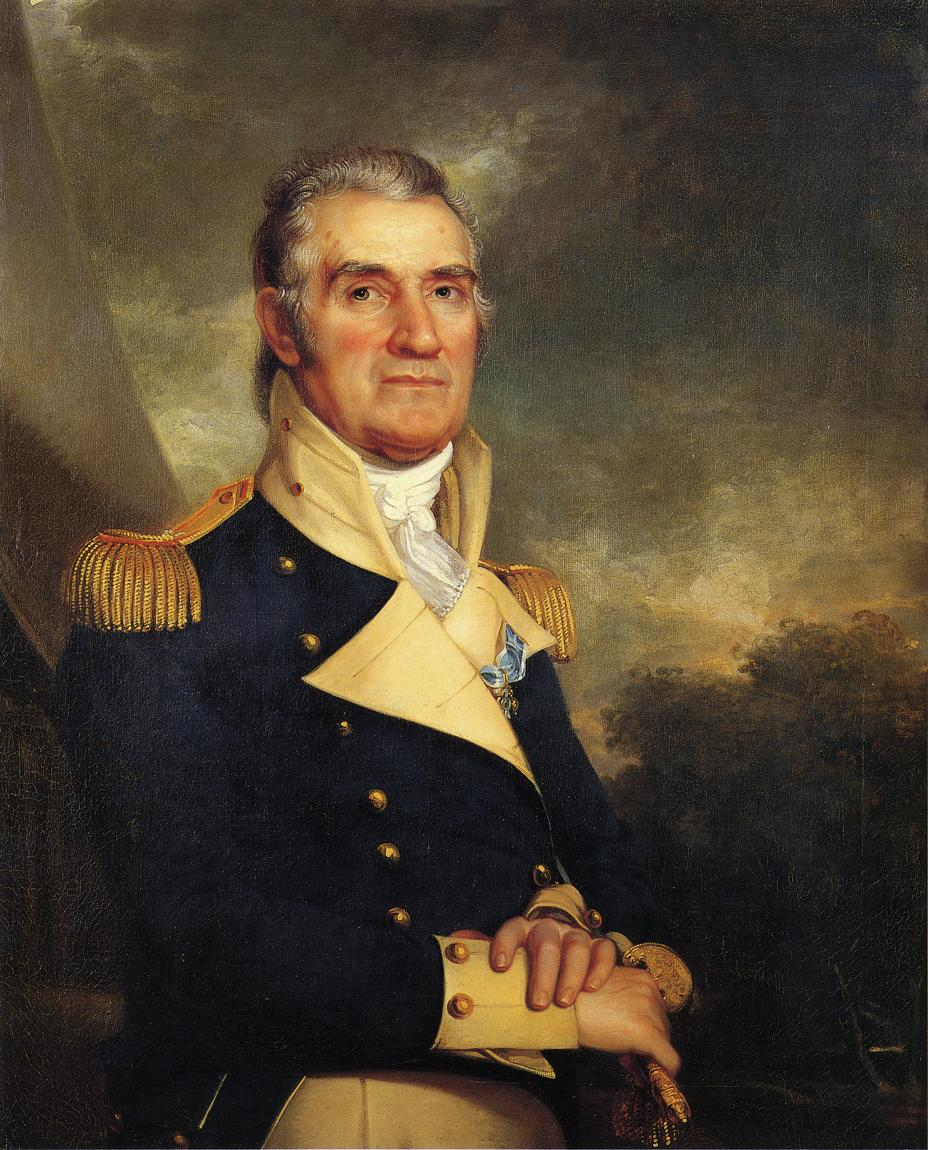
Портрет генерала Сэма Смита

В 1834 году в Балтиморе закрылся Мэрилендский Банк, в результате чего вкладчики и кредиторы в сумме потеряли несколько миллионов долларов. На протяжении 17 месяцев пострадавшие ждали судебного решения по полагающимся им выплатам, но когда это решение не было вынесено, чаша общественного терпения была переполнена, и жители устроили погром. Первым пострадал дом Реверди Джонсона — одного из директоров Мэрилендского банка. 6 августа 1835 года толпа разбила окна в его доме и, удовлетворившись содеянным, разошлась. Мэр города Джесси Хант, опасаясь возобновления беспорядков, отрядил группу полицейских и гражданских лиц на охрану дома Джонсона. На следующий день толпа вернулась к дому Джонсона и, не обращая внимания на охрану, разбила еще несколько окон. Хант выделил 30 вооружённых всадников для блокирования площади, через которую пролегал путь к дому Джонсона, но на следующий день толпа пошла к дому другого банковского директора — Джона Гленна. Вломившись в дом Гленна, бунтовщики стали вытаскивать на улицу мебель и другие вещи, сжигая затем на костре. Полиция прибыла на место и начала стрелять в воздух, но толпа не расходилась, пока фасад дома Гленна не был уничтожен. На следующий день толпа вновь вернулась к дому Джонсона, где разломала часть дома и сожгла его библиотеку. После этого бунтовщики разгромили дом одного директора банка — Джона Морриса, а потом дошла до дома мэра Ханта, который постигла та же участь. Затем беспорядки перекинулись на другие части города и, как и прежде, сопровождались поджогами зданий, разрушениями, грабежом, драками и стрельбой из огнестрельного оружия.
Жители города, страдавшие от беспорядков, обратились к 83-летнему генералу Сэму Смиту, участнику англо-американской войны, в ходе которой Смит руководил обороной Балтимора. Смит взял управление в свои руки, тогда как мэр Хант подал в отставку. Смит собрал около трёх тысяч вооруженных добровольцев и запросил подмогу у Вашингтона. 9 августа силами добровольцев зачинщики беспорядков были выявлены и арестованы, а сами погромы к вечеру того же дня прекратились. Хотя федеральные войска прибыли из Вашингтона, их помощь не понадобилась: беспорядки были подавлены силами горожан под руководством генерала Смита.
Жители города, в том числе банкиры, чьи дома и имущество пострадали в ходе беспорядков, подали в суд на правительство штата Мэриленд, не сумевшее защитить их от погромщиков. Штат выплатил истцам в общей сложности 100 тысяч долларов.